# American Racing Series 1987
De 1987 American Racing Series Kampioenschap was het tweede kampioenschap van de Indy Lights. Het kampioenschap werd gewonnen door Belgisch coureur Didier Theys die uitkwam voor Truesports.

## Teams en rijders
De teams reden met een March 86A-chassis en een 3.5 L Buick V6-motor.
| Team                   | Nr. | Rijder               | Sponsor(s)                 | Opmerkingen                                                             |
| ---------------------- | --- | -------------------- | -------------------------- | ----------------------------------------------------------------------- |
| Arciero Racing         | 1   | Jeff Andretti        | GBS Technology             |                                                                         |
| TEAMKAR International  | 2   | Juan Fangio          |                            | Reed in Phoenix en Mid-Ohio                                             |
| TEAMKAR International  | 2   | Wally Dallenbach jr. |                            | Reed alleen in Cleveland                                                |
| TEAMKAR International  | 2   | Dean Hall            | Red Line Oil               | Reed alleen in Pocono                                                   |
| TEAMKAR International  | 2   | Fabio Greco          | Cofap                      | Reed alleen in Miami                                                    |
| TEAMKAR International  | 3   | Gordon Johncock      |                            | Reed alleen in Phoenix                                                  |
| TEAMKAR International  | 3   | Brad Murphey         |                            | Reed in Milwaukee, New Jersey, Cleveland, Toronto, Laguna Seca en Miami |
| TEAMKAR International  | 8   | Paul Dallenbach      |                            | Reed alleen in Milwaukee                                                |
| TEAMKAR International  | 9   | Juan Fangio          | Simpson Safety             | Reed alleen in Miami                                                    |
| TEAMKAR International  | ?   | Juan Fangio          | ProMotion / Manliba        | Reed in Milwaukee en New Jersey                                         |
| TEAMKAR International  | ?   | Bob Tullius          | Simpson Safety Equipment   | Reed alleen in Nazareth                                                 |
| Agapiou Racing         | 4   | George Metsos        |                            | Reed in Phoenix, Milwaukee, New Jersey en Laguna Seca                   |
| Agapiou Racing         | 4   | Rich Rutherford      |                            | Reed alleen in Toronto                                                  |
| Agapiou Racing         | 4   | Guido Dacco          | Filtravedo                 | Reed alleen in Miami                                                    |
| Agapiou Racing         | 6   | Nikolas Konstant     |                            | Reed in Phoenix, Milwaukee, New Jersey en Laguna Seca                   |
| Agapiou Racing         | 6   | Paul Radisch         |                            | Reed alleen in Cleveland                                                |
| Agapiou Racing         | 6   | Giovanni Fontanasi   |                            | Reed alleen in Miami                                                    |
| Agapiou Racing         | 16  | George Metsos        | Lamplighter Restaurant     | Reed alleen in Miami                                                    |
| TrueSports Racing      | 5   | Didier Theys         |                            | Reed niet in Miami                                                      |
| Dana Marketing         | 6   | Ron Giery            |                            | Reed alleen in Pocono                                                   |
| Bill Simpson Racing    | 7   | Dave Simpson         | Simpson Safety Equipment   |                                                                         |
| Bill Simpson Racing    | 9   | Rich Rutherford      | Simpson Safety Equipment   | Reed alleen in Nazareth                                                 |
| Opar Racing            | 8   | Mike Hooper          |                            | Reed alleen in Pocono                                                   |
| Opar Racing            | 11  | Rich Rutherford      | Simpson Safety Equipment   | Reed alleen in Pocono                                                   |
| Opar Racing            | 50  | Tommy Byrne          |                            |                                                                         |
| Don McBride Co.        | 9   | Matt McBride         | Simpson Safety Equipment   | Reed in Pocono en Mid-Ohio                                              |
| Baja Catina            | 10  | Pat Phinny           |                            | Reed alleen in Laguna Seca                                              |
| Petty Racing           | 10  | Steve Petty          | Airweld, Inc.              | Reed in New Jersey, Laguna Seca en Miami                                |
| Petty Racing           | ?   | Stan Fox             |                            | Reed alleen in Milwaukee                                                |
| Monarch Motorsports    | 11  | Rich Rutherford      |                            | Reed in Milwaukee, New Jersey en Cleveland                              |
| ?                      | 12  | Bobby Fix            | The Autoshow               | Reed alleen in Miami                                                    |
| Groff Motorsports      | 12  | Mike Groff           | E-Z Wider                  |                                                                         |
| Coors Racing           | 23  | Albert Naon jr.      | Clean Change               | Reed in Cleveland, Toronto, Pocono, Nazareth, Laguna Seca en Miami      |
| Machinist Union Racing | 23  | Billy Boat           |                            | Reed in Phoenix en Milwaukee                                            |
| Hemelgarn Racing       | 71  | Steve Millen         | Living Well / Provimi Veal |                                                                         |
| Hemelgarn Racing       | 81  | Lee Perkinson jr.    | Living Well / Provimi Veal | Reed de eerste twee races niet                                          |

## Races
| Race | Datum        | Circuit                       | Locatie             |
| ---- | ------------ | ----------------------------- | ------------------- |
| 1    | 12 April     | Phoenix International Raceway | Phoenix, AZ         |
| 2    | 31 Mei       | Milwaukee Mile                | West Allis, WI      |
| 3    | 28 Juni      | Meadowlands Sports Complex    | East Rutherford, NJ |
| 4    | 5 Juli       | Grand Prix of Cleveland       | Cleveland, OH       |
| 5    | 19 Juli      | Exhibition Place              | Toronto, ON         |
| 6    | 16 Augustus  | Pocono Raceway                | Pocono, PE          |
| 7    | 6 September  | Mid-Ohio Sports Car Course    | Lexington, OH       |
| 8    | 20 September | Nazareth Speedway             | Nazareth, PE        |
| 9    | 11 Oktober   | Laguna Seca Raceway           | Monterey, CA        |
| 10   | 1 November   | Tamiami Park                  | Miami, FL           |

## Race resultaten
| Race | Race naam  | Pole positie | Snelste ronde | Meeste ronden aan de leiding | Winnende rijder | Winnende team         |
| ---- | ---------- | ------------ | ------------- | ---------------------------- | --------------- | --------------------- |
| 1    | Phoenix    | Didier Theys | ?             | Jeff Andretti                | Jeff Andretti   | Arciero Racing        |
| 2    | Milwaukee  | Didier Theys | ?             | Didier Theys                 | Didier Theys    | TrueSports Racing     |
| 3    | New Jersey | Didier Theys | ?             | Didier Theys                 | Didier Theys    | TrueSports Racing     |
| 4    | Cleveland  | Didier Theys | ?             | Didier Theys                 | Didier Theys    | TrueSports Racing     |
| 5    | Toronto    | Tommy Byrne  | ?             | Tommy Byrne                  | Tommy Byrne     | Opar Racing           |
| 6    | Pocono     | Tommy Byrne  | ?             | Tommy Byrne                  | Tommy Byrne     | Opar Racing           |
| 7    | Ohio       | Tommy Byrne  | ?             | Juan Fangio                  | Juan Fangio     | TEAMKAR International |
| 8    | Nazareth   | Didier Theys | ?             | Mike Groff                   | Mike Groff      | Groff Motorsports     |
| 9    | Monterey   | Dave Simpson | ?             | Dave Simpson                 | Dave Simpson    | Bill Simpson Racing   |
| 10   | Miami      | Dave Simpson | ?             | Jeff Andretti                | Jeff Andretti   | Arciero Racing        |

## Uitslagen
| Pos | Rijder               | PHX | MIL | MWL | CLE | TOR | POC | MDO | NAZ | LS | MIA | Punten |
| --- | -------------------- | --- | --- | --- | --- | --- | --- | --- | --- | -- | --- | ------ |
| 1   | Didier Theys         | 2   | 1*  | 1*  | 1*  | 10  | 5   | 6   | 2   | 2  |     | 137    |
| 2   | Jeff Andretti        | 1*  | 11  | 2   | 4   | 8   | 2   | 5   | 3   | 7  | 1*  | 123    |
| 3   | Tommy Byrne          | DNS | 4   | 7   | 2   | 1*  | 1*  | 4   | 7   | 3  | 7   | 120    |
| 4   | Dave Simpson         | 9   | 2   | 4   | 8   | 6   | 6   | 9   | 9   | 1* | 2   | 101    |
| 5   | Mike Groff           | 4   | 3   | 10  | 12  | 2   | 10  | 3   | 1*  | 5  | 11  | 96     |
| 6   | Steve Millen         | 6   | 14  | 8   | 3   | 3   | 4   | 2   | 10  | 4  | 9   | 88     |
| 7   | Juan Fangio          | 3   | 7   | 11  |     |     |     | 1*  |     |    | 3   | 57     |
| 8   | Albert Naon jr.      |     |     |     | 7   | 4   | 9   |     | 4   | 11 | 4   | 48     |
| 9   | Rich Rutherford      |     | 10  | 3   | 5   | 9   | 13  |     | 5   |    |     | 41     |
| 10  | Lee Perkinson jr.    |     |     | 5   | 10  | 5   | 11  | 8   | 8   | 13 | 14  | 35     |
| 10  | George Metsos        | 5   | 5   | DNS |     |     |     |     |     | 8  | 5   | 35     |
| 12  | Brad Murphey         |     | 8   | 9   | 11  | 7   |     |     |     | 9  | 12  | 22     |
| 13  | Nikolas Konstant     | 7   | 6   | DNS |     |     |     |     |     | 10 |     | 17     |
| 14  | Mike Hooper          |     |     |     |     |     | 3   |     |     |    |     | 14     |
| 15  | Steve Petty          |     |     | 6   |     |     |     |     |     | 12 | 10  | 12     |
| 16  | Matt McBride         |     |     |     |     |     | 8   | 7   |     |    |     | 11     |
| 17  | Guido Dacco          |     |     |     |     |     |     |     |     |    | 6   | 8      |
| 17  | Wally Dallenbach jr. |     | 9   |     | 9   |     |     |     |     |    |     | 8      |
| 17  | Pat Phinny           |     |     |     |     |     |     |     |     | 6  |     | 8      |
| 17  | Paul Radisch         |     |     |     | 6   |     |     |     |     |    |     | 8      |
| 17  | Bob Tullius          |     |     |     |     |     |     |     | 6   |    |     | 8      |
| 22  | Dean Hall            |     |     |     |     |     | 7   |     |     |    |     | 6      |
| 23  | Bobby Fix            |     |     |     |     |     |     |     |     |    | 8   | 5      |
| 24  | Billy Boat           | 10  | 13  |     |     |     |     |     |     |    |     | 4      |
| 25  | Paul Dallenbach      |     | 12  |     |     |     |     |     |     |    |     | 1      |
| 25  | Ron Giery            |     |     |     |     |     | 12  |     |     |    |     | 1      |
| 27  | Giovanni Fontanasi   |     |     |     |     |     |     |     |     |    | 10  | 0      |
| 27  | Stan Fox             |     | 15  |     |     |     |     |     |     |    |     | 0      |
| 27  | Fabio Greco          |     |     |     |     |     |     |     |     |    | 13  | 0      |
| 27  | Gordon Johncock      | 8   |     |     |     |     |     |     |     |    |     | 0      |
| Pos | Rijder               | PHX | MIL | MWL | CLE | TOR | POC | MDO | NAZ | LS | MIA | Punten |

| Kleur       | Resultaat                       |
| ----------- | ------------------------------- |
| Goud        | Winnaar                         |
| Zilver      | 2de plaats                      |
| Brons       | 3de plaats                      |
| Groen       | 4de en 5de plaats               |
| Lichtblauw  | 6de–10de plaats                 |
| Donkerblauw | Gefinisht (buiten de Top 10)    |
| Paars       | Niet gefinisht                  |
| Rood        | Niet gekwalificeerd (DNQ)       |
| Bruin       | Teruggetrokken (Wth)            |
| Zwart       | Gediskwalificeerd (DSQ)         |
| Wit         | Niet Gestart (DNS)              |
| Blank       | Nam geen deel aan de race (DNP) |
| Blank       | Niet geracet                    |

| Toegevoegde info    |                                                      |
| vet                 | Pole positie (1 punt)                                |
| cursief             | Snelste ronde                                        |
| *                   | Meeste ronden aan de leiding (2 punten)              |
| 1                   | Kwalificatie geannuleerd geen bonuspunten uitgedeeld |
| Rookie van het Jaar |                                                      |
| Rookie              |                                                      |

| Kleur       | Resultaat                       |
| ----------- | ------------------------------- |
| Goud        | Winnaar                         |
| Zilver      | 2de plaats                      |
| Brons       | 3de plaats                      |
| Groen       | 4de en 5de plaats               |
| Lichtblauw  | 6de–10de plaats                 |
| Donkerblauw | Gefinisht (buiten de Top 10)    |
| Paars       | Niet gefinisht                  |
| Rood        | Niet gekwalificeerd (DNQ)       |
| Bruin       | Teruggetrokken (Wth)            |
| Zwart       | Gediskwalificeerd (DSQ)         |
| Wit         | Niet Gestart (DNS)              |
| Blank       | Nam geen deel aan de race (DNP) |
| Blank       | Niet geracet                    |

| Toegevoegde info    |                                                      |
| vet                 | Pole positie (1 punt)                                |
| cursief             | Snelste ronde                                        |
| *                   | Meeste ronden aan de leiding (2 punten)              |
| 1                   | Kwalificatie geannuleerd geen bonuspunten uitgedeeld |
| Rookie van het Jaar |                                                      |
| Rookie              |                                                      |

| Positie | 1  | 2  | 3  | 4  | 5  | 6 | 7 | 8 | 9 | 10 | 11 | 12 |
| ------- | -- | -- | -- | -- | -- | - | - | - | - | -- | -- | -- |
| Punten  | 20 | 16 | 14 | 12 | 10 | 8 | 6 | 5 | 4 | 3  | 2  | 1  |

1986 ·
1987 ·
1988 ·
1989 ·
1990 ·
1991 ·
1992 ·
1993 ·
1994 ·
1995 ·
1996 ·
1997 · 
1998 ·
1999 ·
2000 ·
2001 ·
2002 ·
2003 ·
2004 ·
2005 ·
2006 ·
2007 ·
2008 ·
2009 ·
2010 ·
2011 ·
2012 ·
2013 ·
2014 ·
2015 ·
2016 ·
2017 ·
2018 ·
2019 ·
2020 ·
2021 ·
2022 ·
2023 ·
2024 ·
2025

Lijst van coureurs